# Philippe Almeida Costa
Philippe Almeida Costa (Goiânia, 1º marzo 2000) è un calciatore brasiliano, attaccante del Nova Iguaçu.

## Carriera
Nella stagione 2018 ha disputato il Campionato Goiano con la maglia del Vila Nova. Il 16 maggio 2018 ha firmato con il club svizzero del Sion. Ha esordito fra i professionisti il 29 luglio, disputando l'incontro di Super League vinto per 4-2 contro il San Gallo.
Impiegato principalmente con la squadra riserve, nell'ottobre 2020 è ritornato in patria al Vila Nova, trovando spazio nella formazione Under-23. Ad inizio 2021 si è trasferito negli Emirati Arabi Uniti allo Sharjah, trovando però poco spazio anche qui.
Nel giugno 2022 è tornato nuovamente in patria, accasandosi fra le file del Grêmio Anápolis. Con il nuovo club ha segnato 4 reti in altrettanti incontri, prima di essere ceduto al Goiás, militante nella prima divisione brasiliana.

## Statistiche

### Presenze e reti nei club
Statistiche aggiornate al 25 maggio 2022.
| Stagione        | Squadra         | Campionato      | Campionato | Campionato | Coppe nazionali | Coppe nazionali | Coppe nazionali | Coppe continentali | Coppe continentali | Coppe continentali | Altre coppe | Altre coppe | Altre coppe | Totale | Totale | Totale |
| Stagione        | Squadra         | Comp            | Pres       | Reti       | Comp            | Pres            | Reti            | Comp               | Pres               | Reti               | Comp        | Pres        | Reti        | Pres   | Reti   |        |
| --------------- | --------------- | --------------- | ---------- | ---------- | --------------- | --------------- | --------------- | ------------------ | ------------------ | ------------------ | ----------- | ----------- | ----------- | ------ | ------ | ------ |
| 2018            | Vila Nova       | PD/GO+B         | 8+0        | 1          | CB              | 1               | 0               |                    | -                  | -                  |             | -           | -           | 9      | 1      |        |
| 2018-2019       | Sion            | SL              | 7          | 1          | CS              | 0               | 0               |                    | -                  | -                  |             | -           | -           | 7      | 1      |        |
| 2018-2019       | Sion II         | 1Lp             | 17         | 8          |                 | -               | -               |                    | -                  | -                  |             | -           | -           | 17     | 8      |        |
| 2019-2020       | Sion II         | 1Lp             | 13         | 2          |                 | -               | -               |                    | -                  | -                  |             | -           | -           | 13     | 2      |        |
| Totale Sion II  | Totale Sion II  | Totale Sion II  | 30         | 10         |                 | -               | -               |                    | -                  | -                  |             | -           | -           | 30     | 10     |        |
| 2020-2021       | Sharjah         | UPL             | 3          | 0          | CEAU            | 0               | 0               | ACL                | 0                  | 0                  |             | -           | -           | 3      | 0      |        |
| 2021            | Grêmio Anápolis | PD/GO+A         | 4+0        | 4          |                 | -               | -               |                    | -                  | -                  |             | -           | -           | 4      | 4      |        |
| 2023            | Goiás           | PD/GO+A         | 10+2       | 2+0        | CB              | 1               | 0               | CS                 | 3                  | 0                  | CV          | 6           | 2           | 22     | 4      |        |
| Totale carriera | Totale carriera | Totale carriera | 64         | 18         |                 | 2               | 0               |                    | 3                  | 0                  |             | 6           | 2           | 75     | 20     |        |